# Cantonul Ustaritz
Cantonul Ustaritz este un canton din arondismentul Bayonne, departamentul Pyrénées-Atlantiques, regiunea Aquitania, Franța.

## Comune
- Ahetze
- Arbonne
- Arcangues
- Bassussarry
- Halsou
- Jatxou
- Larressore
- Saint-Pée-sur-Nivelle
- Ustaritz (reședință)